# Aalborg Håndbold
Aalborg Håndbold er en dansk håndboldklub fra Aalborg, stiftet pr. 1. januar 2011. Klubben overtog AaB Håndbolds aktiviteter og spiller således i Håndboldligaen. Holdets hjemmebane er Sparekassen Danmark Arena (Gigantium) i Aalborg.

## Historie
Aalborg Håndbold A/S blev stiftet 1. januar 2011 og overtog fra samme dato licensen til liga-håndbold i Aalborg fra AaB-koncernen (AaB Håndbold). Bag selskabet står forretningsmanden Eigild B. Christensen og direktør Jan Larsen, som begge er fra Aalborg. Holdets navn i ligaen bliver Aalborg Håndbold med virkning fra sæsonen 2011-2012.
Aalborg Håndbold spiller på licensen fra Vadum IF - og samarbejder tæt med både Vadum IF og Aalborg KFUM, ligesom de har 75 samarbejdsklubber i hele Nordjylland.

### Præstationer
Klubben, som dengang hed AaB Håndbold, blev danmarksmestre i 2009/10 med en finalesejr på 2-1 i kampe i DM-finalen mod KIF Kolding efter seks straffekast i straffekastkonkurrencen. Samme sæson blev holdet vinder af DHF's Fair Play pris.
Aalborg Håndbold vandt DM-guldet i sæsonen 2012/2013 med en samlet 11-måls sejr over KIF Kolding København. I 2013/2014 sæsonen vandt Aalborg håndbold DM-sølv, og kvalificerede sig ligeledes til Champions Leagues 1/16 finale, hvor det dog blev til et nederlag i to kampe mod FC Barcelona. Aalborgs succes fortsætter og i sæsonen 2014/2015 vandt Aalborg sølv i den danske Super Cup, de har igen kvalificeret sig til Champions leagues 1/16 finale igen er modstanderen FC Barcelona, Aalborg er ligeledes i Final4 i den dansk Pokalturnering, et stævne der afholdes i slutningen af marts.
Klubben har indtil videre vundet Danmarksmesterskabet, otte gange i 2010, 2013, 2017, 2019, 2020, 2021, 2024 og 2025.
I 2021 spillede klubben sig for første gang nogensinde i EHF Champions League-finalen. efter semifinalsejr over franske Paris Saint-Germain Handball 35-33. I finalen mødte de spanske FC Barcelona Handbol, hvor de dog tabte 23–36. Derved var det første gang siden 1976, at et dansk herrehold var i CL-finalen.
Klubben vandt igen DHF's Landspokalturnering 2021, efter finalesejr på 30-27 over rivalerne fra fynske GOG. De vandt igen i 2025, da de slog Bjerringbro-Silkeborg sikkert med cifrerne 34-29.

## Resultater og meritter
- Håndboldligaen:
  - Guld: 2010, 2013, 2017, 2019, 2020, 2021, 2024, 2025
  - Sølv: 2014, 2022, 2023
- DHF's Landspokalturnering:
  - Guld: 2018, 2021, 2025
  - Sølv: 2011, 2020
- Super Cup
  - Guld: 2012, 2019, 2020, 2021, 2022
  - Sølv: 2013, 2014
- EHF Champions League:
  - Sølv: 2021, 2024
- IHF Super Globe:
  - Bronze: 2021

## Spillertrup 2024/2025
| Nr. | Navn                   | Nationalitet | Fødselsdato                | Position     |
| --- | ---------------------- | ------------ | -------------------------- | ------------ |
| 1   | Niklas Landin Jacobsen | Danmark      | 19. december 1988 (36 år)  | Målvogter    |
| 3   | Lukas Nilsson          | Sverige      | 16. november 1996 (28 år)  | Venstre back |
| 4   | Patrick Wiesmach       | Danmark      | 23. marts 1990 (35 år)     | Højre fløj   |
| 6   | Sebastian Barthold     | Norge        | 27. august 1991 (33 år)    | Venstre fløj |
| 7   | Thomas Arnoldsen       | Danmark      | 11. januar 2002 (23 år)    | Playmaker    |
| 9   | Miguel Martins         | Portugal     | 4. november 1997 (27 år)   | Venstre back |
| 11  | Simon Hald             | Danmark      | 28. september 1994 (30 år) | Stregspiller |
| 12  | Fabian Norsten         | Sverige      | 11. juli 2000 (24 år)      | Målvogter    |
| 14  | Mads Hoxer Hangaard    | Danmark      | 6. december 2000 (24 år)   | Højre back   |
| 15  | Jack Thurin            | Sverige      | 9. juni 1999 (26 år)       | Højre back   |
| 17  | Martin Larsen          | Danmark      | 19. september 1992 (32 år) | Højre back   |
| 18  | Aleks Vlah             | Slovenien    | 22. juli 1997 (27 år)      | Playmaker    |
| 19  | Kristian Bjørnsen      | Norge        | 10. januar 1989 (36 år)    | Højre Fløj   |
| 20  | Felix Möller           | Sverige      | 4. september 2004 (20 år)  | Stregspiller |
| 21  | Henrik Møllgaard       | Danmark      | 2. januar 1985 (40 år)     | Venstre back |
| 22  | René Antonsen          | Danmark      | 4. marts 1992 (33 år)      | Stregspiller |
| 23  | Buster Juul            | Danmark      | 31. marts 1993 (32 år)     | Venstre fløj |
| 25  | Marinus Munk           | Danmark      | 22. marts 2003 (22 år)     | Venstre back |

### Trænerteamet
Trænerteamet til og med sæsonen: 2024-25.
| Pos.            | Navn                 |
| --------------- | -------------------- |
| Cheftræner      | Maik Machulla        |
| Assistenttræner | Simon Dahl           |
| Målvogtertræner | Michael Bruun        |
| Holdleder       | Torbjørn Christensen |
| Holdleder       | Christian Müller     |
| Holdleder       | John Christiansen    |
| Fysioterapeut   | Rasmus Nymann        |
| Massør          | Anders Hallberg      |
| Fysisk træner   | Christian Lind       |
| Holdlæge        | Morten Harritz       |

### Tidligere spillere
| - Joachim Boldsen (2007-2008) - Jannick Green (2008-2011) - Mads Christiansen (2008-2011, 2019-) - Henrik Møllgaard (2009-2012, 2018-) - Martin Larsen (2005-2018) - Jacob Bagersted (2011-2014) - Henrik Toft Hansen (2006-2011) - Mads Mensah Larsen (2012-2014) - Søren Rasmussen (2003-2010) - Rune Ohm (2003-2006) - Jesper Meinby (2017-2019) - Simon Hald Jensen (2013-2018) - Janus Daði Smárason (2017-2020) - Ómar Ingi Magnússon (2018-2020) - Stefán Rafn Sigurmannsson (2016-2017) | - Kristian Kjelling (2009-2013) - Ole Erevik (2011-2015) - Håvard Tvedten (2002-2006, 2011-2016) - Børge Lund (2002-2006) - Kjetil Strand (2006-2007) - Sander Sagosen (2014-2017) - Kristian Sæverås (2018-2020) - André Jørgensen (2006-2009) - Johan Sjöstrand (2012-2013) - Andreas Palicka (2015-2016) - Jonas Larholm (2008-2012) - Johan Jakobsson (2011-2014) - Jan Lennartsson (2007-2013) - Lovro Jotić (2017-2018) |